# Марія Фрічою
Марія Фрічою (16 березня 1960) — румунська академічна веслувальниця.
Олімпійська чемпіонка 1984 року в складі розпашної четвірки зі стерновою, учасниця 1980 року.
Срібна призерка Чемпіонату світу 1983, 1985 років у складі розпашної четвірки зі стерновою, бронзова призерка 1979 року в складі розпашної четвірки зі стерновою.